# Pana (Illinois)
Pana – miasto w Stanach Zjednoczonych, w stanie Illinois, w hrabstwie Christian.